# Zeta Reticuli
Zeta Reticuli ist ein Doppelsternsystem im Sternbild Netz.
Der Winkelabstand zwischen beiden Sternen beträgt 310″ (Bogensekunden), was ungefähr einem Sechstel des Vollmonddurchmessers entspricht. Das bedeutet, dass Zeta Reticuli, ähnlich wie Mizar und Alkor, schon mit bloßem Auge getrennt werden kann. Dieser Winkelabstand entspricht einem Abstand von etwa 3.750 AE.
Zeta1 Reticuli gehört der Spektralklasse G2.5 V an und besitzt eine scheinbare Helligkeit von 5,54 mag. Zeta2 Reticuli besitzt eine Helligkeit von 5,24 mag und gehört der Spektralklasse G1 V an. Die Sterne sind rund 12,1 Parsec (ca. 39,5 Lichtjahre) von der Erde entfernt.
Das System ist Teil des Zeta-Herculis-Bewegungshaufens.

## Eingang in die Popkultur
Bekanntheit erlangte Zeta Reticuli in der Entführungsgeschichte von Betty und Barney Hill, in der eine von Betty Hill handgezeichnete Sternenkarte den Ursprungsort
der außerirdischen Entführer zeigen soll. So entstand die Hypothese, dass eine außerirdische Spezies, die als Greys bezeichnet wird, von Zeta Reticuli stammen könnte.
Das Planetensystem von Zeta2 Reticuli ist in den Science-Fiction-Filmen Alien – Das unheimliche Wesen aus einer fremden Welt, Aliens – Die Rückkehr, Prometheus – Dunkle Zeichen, sowie zu Beginn von Alien: Romulus der Schauplatz des Geschehens.
Im Videospiel Alien: Isolation von SEGA ist das Planetensystem Zeta2 Reticuli Schauplatz der Handlung.